# Wembley Arena
El Wembley Arena es un recinto ubicado en Wembley, cerca de Londres (Inglaterra), inaugurado en 1934. Tiene una capacidad para 12 500 personas.
Desde su inauguración y hasta 1978 fue conocido como The Empire Pool.
El estadio fue construido para los Juegos de la Mancomunidad de 1934, y se usó para los Juegos Olímpicos de Londres 1948. Además albergó el Wembley Championship de tenis entre 1934 hasta 1990.
También es reconocido por el espectáculo Disney on Ice, que regularmente se lleva a cabo en ese lugar, además de los numerosos conciertos musicales que allí se ofrecen. Algunos de los nombres que han actuado en el Wembley Arena a lo largo de los años incluyen a Twenty One Pilots, Little Mix, Bon Jovi, Evanescence, Roger Waters, Pink Floyd, blink 182, The Beatles, Queen, The Rolling Stones, The Police, Michael Jackson, Whitney Houston, David Bowie, Mariah Carey, The Who, The Beach Boys, The Cure, Marillion, Electric Light Orchestra, George Michael, Bob Dylan, Iron Maiden, The Killers, Tina Turner, ABBA, Bee Gees, Pet Shop Boys, Blur, Pearl Jam, Arctic Monkeys, Nightwish, Megadeth, Within Temptation, Dream Theater, Rammstein, Delain, Julio Iglesias, The Offspring, Duran Duran, Dire Straits, Shakira, Maná, Bananarama, Spice Girls, Kylie Minogue, Britney Spears, Green Day, Christina Aguilera, P!nk, Madonna, Depeche Mode, Roxette, Take That, NCT DREAM, Ozzy Osbourne, Whitesnake, Alter Bridge, Oasis, My Chemical Romance, Muse, BABYMETAL, 5 Seconds of Summer, Bring Me The Horizon, One Direction, BTS entre muchos otros.
Además la World Wrestling Entertainment realizó sus shows de RAW, SmackDown! y NXT en este recinto tras ser remodelado.
El recinto fue remodelado entre 2005 y 2006, bajo un costo de 35 millones de libras esterlinas, tras la reapertura se creó una zona especial llamada Square of Fame, similar al Paseo de la Fama de Hollywood, donde diversas celebridades que han actuado en este estadio son homenajeadas con placas con sus nombres y la impresión de sus palmas; la primera artista homenajeada fue Madonna.